# Бєлгородське водосховище
Бєлгородське водосховище (рос. Белгородское водохранилище) — водосховище в Росії на річці Сіверський Донець. 
Побудоване в 1985 році для надійного водозабезпечення Бєлгородського промислового вузлу та покращення санітарного стану вод річки Сіверський Донець.
Водосховище розташоване на території Бєлгородського і Шебекинського районів Бєлгородської області Росії. Створ греблі водосховища знаходиться поблизу с. Безлюдовка Шебекинського району.

## Основні характеристики
Повна місткість водосховища становить - 76 млн м³ при нормальному підпертому рівні (НПР) (114,5 м).
Площа дзеркала при НПР - 23 км². Довжина при НПР - 25 км. Ширина - від декількох сотень метрів до 3 км, в середньому - 1 км. Максимальна глибина поблизу греблі - 14 м, середня розрахункова глибина - 3,3 м.
Загальна довжина берегової лінії становить - 85 км. Водозбірна площа до створу водосховища - 2520 км².
До Бєлгородського водосховища впадають притоки - річки Топлінка, Разумная, Вєзєлка.

## Проблемні питання
Розташування водосховища нижче за течією річки Сіверський Донець від м. Бєлгорода впливає на виникнення комплексу геоекологічних проблем. Найнегативнішими наслідками для навколишнього природного середовища є:
- затоплення заплавних земель з високопродуктивними луками;
- підвищення рівня ґрунтових вод, що призводить до підтоплення та заболочення низових територій;
- зміна мікроклімату: посилення вітрів, підвищення вологості, зміна температурного режиму;
- затримання водообміну, надходження до водойми господарських і побутових стоків і, як наслідок, накопичення в донних відкладеннях забруднюючих речовин;
- зниження самовідновлювальної спроможнлості вод, надлишковий розвиток синьо-зелених водоростей;
- переформування берегів водосховища, активізація екзогенних геологічних процесів - зсувів, ярів, суфозійних і карствоих процесів.
По гідрохімічним показникам вода у водосховищі і цілому відноситься до 3-го класу якості (помірно-забруднена).
В останні роки якісний склад води має тенденцію покращення, відбувається зниження азоту нітратного, азоту амонійного, заліза загального, фосфору, міді і нафтопродуктів.

## Водокористування
За роки існування Бєлгородського водосховища проектне призначення (водопостачання Бєлгородського промислового вузлу) виявилося невостребуваним, оскільки використання води для питного водопостачання населення на 100% здійснюється із підземних джерел, а в промисловості вода водосховища не використовується. У зв'язку з цим Бєгородське водосховище стало об'єктом рекреаційної діяльності.

## Експлуатація
Відповідно розпорядження уряду Російської Федерації від 31 грудня 2004 р. N 1745-р, Бєлгородське водосховище віднесено до федерального значення. Догляд за гідротехнічними спорудами і водосховищем здійснює федеральна державна установа - ФГУ "Управление эксплуатации Белгородского водохранилища", пос. Маслова Пристань, Шебекинский район, Белгородская область.
1. ↑  GEOnet Names Server — 2018.